# Гурьево-Воскресенское
Гурьево-Воскресенское — деревня в Старицком районе Тверской области, входит в состав Степуринского сельского поселения.

## География
Деревня расположена на берегу реки Шоша в 8 км на юго-восток от центра поселения деревни Степурино и в 34 км на юго-восток от райцентра города Старицы.

## История
Первое упоминание о селении Гурьево Большое и Гурьево Малое, разделённых рекой Шоша встречается в «Писцовой книге Тверского уезда 1539—1540 гг.»
Следующее упоминание о деревне в Писцовой книге за 1580 год с описанием дворов, построек и земли под пашни. Далее деревня Гурьево Большое упоминается в грамоте царя Алексея Михайловича уже как пустошь. Вероятно, деревня была разорена в Литовское нашествие в начале XVII века. Грамота была подписана боярину князю Григорию Семёновичу Куракину, на купленную им вотчину у боярина князя Ивана Андреевича Голицына.
В конце XVII века село Воскресенское-Гурьево было выкуплено у князя Куракина дворянами Нарышкиными.
В церковной летописи есть сведения, что бывшая деревянная церковь селе Гурьево (Воскресенское) сгорела в 1655 году и на её месте была построена новая деревянная церковь на средства помещика Нарышкина. Церковь из-за ветхости в 1762 году была уничтожена. Спустя 14 лет на средства прихожан и кошельковую сумму в 1776 году построили новую деревянную церковь. Придел во имя святителя Николая был освящен в 1778 году.
Примерно во второй половине 19 века имение Воскресенское-Гурьево было выкуплено у Нарышкиных дворянами Каврайскимм. Среди них — коллежский асессор Семён Данилович в Старицком уезде имел 2587 десятин земли.
В 1874 году на средства помещика Семёна Даниловича Каврайского была построена каменная церковь во имя святителя Николая. Живопись в храме сделал художник Кошелев. Рядом в 1882 году на средства прихожан была построена теплая деревянная церковь с одним престолом во имя обновления храма Иерусалимкого «Воскресенье Христово».
В конце XIX — начале XX века деревня Гурьево-Воскресенское вместе с нынешней деревней Гурьево составляли одно село Гурьево (Воскресенское), которое входило в состав Кобелевской волости Старицкого уезда Тверской губернии.
По данным за 1890 год в селе открыто сельское земское одноклассное училище, сроком обучения 3 года.
С 1929 года деревня входила в состав Ново-Кобелевского сельсовета Старицкого района Ржевского округа Западной области, с 1935 года — в составе Калининской области, с 1994 года — в составе Гурьевского сельского округа, с 2005 года — в составе Степуринского сельского поселения.

## Население
| 2002 | 2010 |
| ---- | ---- |
| 8    | ↗11  |

## Достопримечательности

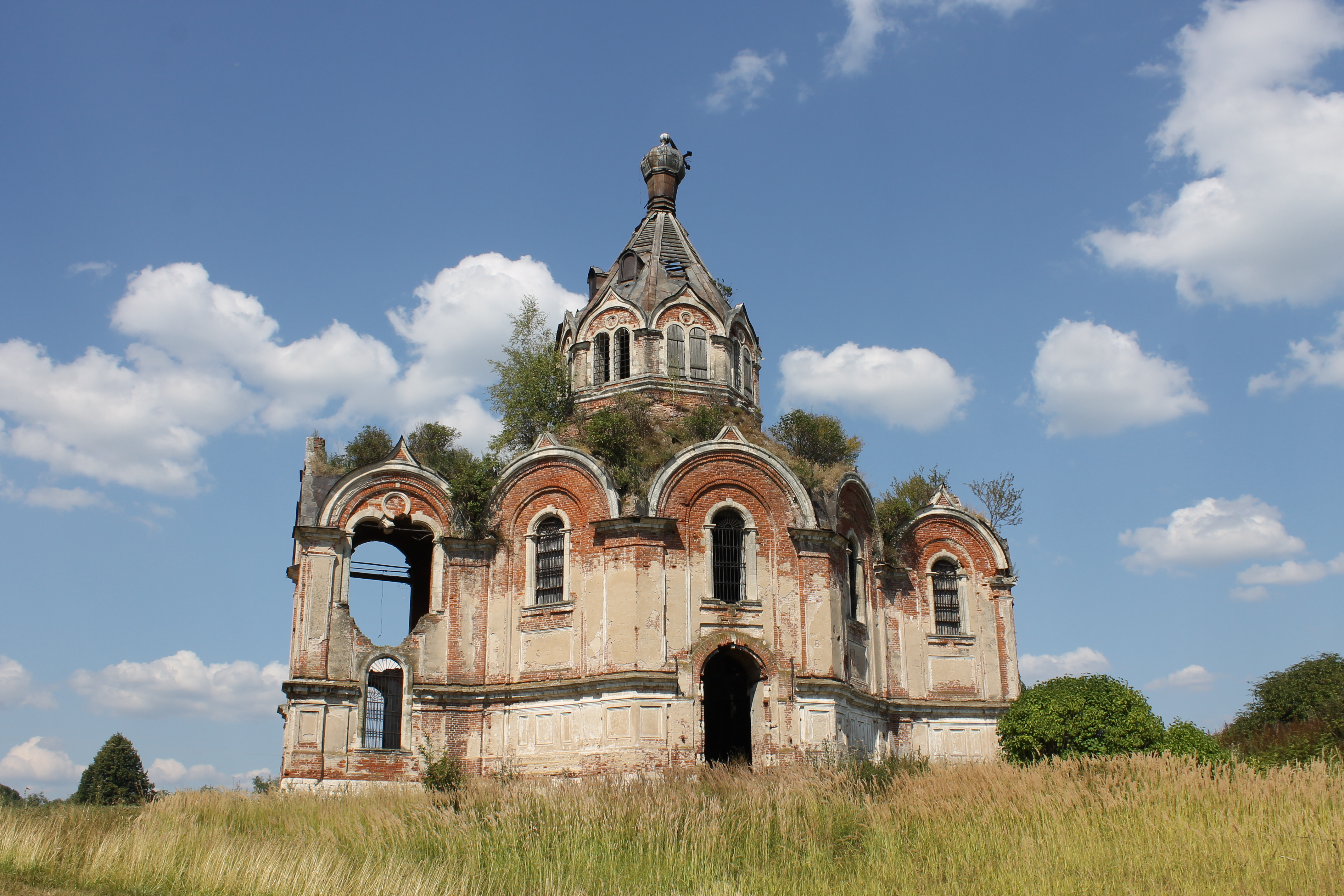
Церковь Николая Чудотворца в Гурьево

В деревне расположена Церковь Николая Чудотворца, проводятся молебны. Храм восстанавливается силами благотворительных организаций и местными жителями.